# Pauleta
Pauleta, all'anagrafe Pedro Miguel Carreiro Resendes OIH (Ponta Delgada, 28 aprile 1973), è un dirigente sportivo, allenatore di calcio ed ex calciatore portoghese, di ruolo attaccante, direttore generale della nazionale portoghese under-21.
Fino al 2015 è stato il più grande marcatore della storia del Paris Saint-Germain, prima di venire superato da Zlatan Ibrahimovic e in seguito anche da Edinson Cavani, Neymar e Kylian Mbappé.
Con 47 gol in 88 presenze è inoltre il secondo miglior realizzatore nella storia della nazionale portoghese, dietro al solo Cristiano Ronaldo.

## Caratteristiche tecniche
Pauleta era un centravanti puro, che ha dimostrato durante la sua carriera di possedere una grande vena realizzativa.

## Carriera

### Club

#### Esordi e trasferimento al Deportivo La Coruña
Destinato ad un lavoro da pescatore, scelse invece di dedicarsi al calcio. La sua carriera ebbe inizio in patria, giocando con l'Estoril in seconda divisione e realizzando 18 gol in 29 presenze. Successivamente si trasferì nel campionato iberico, militando dapprima nel Salamanca, dove si laureò capocannoniere della seconda divisione con 19 gol al pari di Yordi, e poi nel Deportivo La Coruña, militante in prima divisione. In quest'ultima formazione si ritrovò però sfavorito dalla concorrenza di Roy Makaay e totalizzò 22 reti in 78 presenze. Con la squadra spagnola riuscì comunque nella stagione 1999-2000 a vincere il primo ed unico campionato nella storia del club.

#### L'esperienza in Francia e il ritiro
Maggiormente fortunata risultò invece l'esperienza in Ligue 1, dove approdò nel 2000 firmando per il Bordeaux. Con la squadra francese riuscì a segnare nell'arco del triennio un minimo di venti gol per campionato arrivando nella stagione 2001-02 a vincere la classifica dei marcatori al pari di Cissé. Dopo tre stagioni coi girondini, in cui vinse una Coppa di Lega francese, nel 2003 si accasò al Paris Saint-Germain. Con la squadra della capitale realizzò oltre 100 gol vincendo per due volte il titolo di capocannoniere del campionato. Con il club parigino vinse inoltre una Coppa di Lega francese e due Coppe di Francia.
Si ritirò dall'attività agonistica nel 2008, ricoprendo in seguito l'incarico di osservatore per lo stesso PSG.

### Nazionale
Esordì in nazionale nel 1997, partecipando come riserva all'Europeo 2000. Ai Mondiali 2002 realizzò invece una tripletta contro la Polonia, pur non riuscendo ad evitare l'eliminazione dei lusitani al primo turno.
Tra i giocatori più attesi per l'Europeo casalingo del 2004, complice anche il fatto che il Portogallo non avesse mai storicamente schierato centravanti di caratura, disputò invece un torneo deludente. Pur giocando da titolare l'intera competizione non segnò difatti alcuna rete, con i portoghesi che persero la finale davanti ad una sorprendente Grecia. Contribuì poi alla qualificazione per i Mondiali 2006, segnalandosi come il miglior marcatore delle eliminatorie continentali. All'esordio nella rassegna iridata, trovò il gol che decise la sfida con l'Angola; in quella che fu la sua ultima partecipazione ad un torneo internazionale, i lusitani si classificarono quarti.

## Statistiche
Tra club e nazionale maggiore, Pauleta ha giocato 620 partite segnando 326 reti, alla media di 0,53 gol a partita.

### Presenze e reti nei club
| Stagione                   | Squadra                    | Campionato                 | Campionato | Campionato | Coppe nazionali | Coppe nazionali | Coppe nazionali | Coppe continentali | Coppe continentali | Coppe continentali | Altre coppe | Altre coppe | Altre coppe | Totale | Totale |
| Stagione                   | Squadra                    | Comp                       | Pres       | Reti       | Comp            | Pres            | Reti            | Comp               | Pres               | Reti               | Comp        | Pres        | Reti        | Pres   | Reti   |
| -------------------------- | -------------------------- | -------------------------- | ---------- | ---------- | --------------- | --------------- | --------------- | ------------------ | ------------------ | ------------------ | ----------- | ----------- | ----------- | ------ | ------ |
| 1990-1991                  | Santa Clara                | SD                         | 11         | 0          | TP              | ?               | ?               | -                  | -                  | -                  | -           | -           | -           | 11+    | 0+     |
| 1991-1992                  | Santa Clara                | TD                         | 10         | 0          | TP              | 1               | 0               | -                  | -                  | -                  | -           | -           | -           | 11+    | 0+     |
| Totale Santa Clara         | Totale Santa Clara         | Totale Santa Clara         | 21         | 0          |                 | 1+              | 0+              |                    | -                  | -                  |             | -           | -           | 22+    | 0+     |
| 1992-1993                  | CD Operário                | TD                         | 15         | 8          | TP              | ?               | ?               | -                  | -                  | -                  | -           | -           | -           | 15+    | 8+     |
| lug. -dic.1993             | CD Operário                | TD                         | ?          | ?          | TP              | 5               | 8               | -                  | -                  | -                  | -           | -           | -           | 5+     | 8+     |
| Totale CD Operário         | Totale CD Operário         | Totale CD Operário         | 15+        | 8+         |                 | 5+              | 8+              |                    | -                  | -                  |             | -           | -           | 20+    | 16+    |
| gen. -giu.1994             | S.C. Angrense              | TD                         | 13         | 3          | TP              | ?               | ?               | -                  | -                  | -                  | -           | -           | -           | 13+    | 3+     |
| giu. -dic.1994             | S.C. Angrense              | TD                         | ?          | ?          | TP              | 3               | 3               | -                  | -                  | -                  | -           | -           | -           | 3+     | 3+     |
| Totale S.C. Angrense       | Totale S.C. Angrense       | Totale S.C. Angrense       | 13+        | 3+         |                 | 3+              | 3+              |                    | -                  | -                  |             | -           | -           | 16+    | 6+     |
| dic.1994-1995              | CU Micaelense              | TD                         | 23         | 11         | TP              | 0               | 0               | -                  | -                  | -                  | -           | -           | -           | 23     | 11     |
| 1995-1996                  | Estoril Praia              | SDH                        | 29         | 18         | TP              | 4               | 5               | -                  | -                  | -                  | -           | -           | -           | 33     | 23     |
| 1996-1997                  | Salamanca UDS              | SD                         | 37         | 19         | CR              | 3               | 0               | -                  | -                  | -                  | -           | -           | -           | 40     | 19     |
| 1997-1998                  | Salamanca UDS              | PD                         | 34         | 15         | CR              | 1               | 0               | -                  | -                  | -                  | -           | -           | -           | 35     | 15     |
| Totale Salamanca UDS       | Totale Salamanca UDS       | Totale Salamanca UDS       | 71         | 34         |                 | 4               | 0               |                    | -                  | -                  |             | -           | -           | 75     | 34     |
| 1998-1999                  | Deportivo La Coruña        | PD                         | 28         | 10         | CR              | 9               | 1               | -                  | -                  | -                  | -           | -           | -           | 37     | 11     |
| 1999-2000                  | Deportivo La Coruña        | PD                         | 30         | 8          | CR              | 3               | 0               | CU                 | 7                  | 3                  | -           | -           | -           | 40     | 11     |
| ago. 2000                  | Deportivo La Coruña        | PD                         | 0          | 0          | CR              | 1               | 0               | UCL                | 0                  | 0                  | -           | -           | -           | 1      | 0      |
| Totale Deportivo La Coruña | Totale Deportivo La Coruña | Totale Deportivo La Coruña | 58         | 18         |                 | 13              | 1               |                    | 7                  | 3                  |             | -           | -           | 78     | 22     |
| 2000-2001                  | Bordeaux                   | D1                         | 28         | 20         | CF+CdL          | 1+1             | 3+0             | CU                 | 7                  | 3                  | -           | -           | -           | 37     | 26     |
| 2001-2002                  | Bordeaux                   | D1                         | 33         | 22         | CF+CdL          | 2+4             | 4+4             | CU                 | 6                  | 5                  | -           | -           | -           | 45     | 35     |
| 2002-2003                  | Bordeaux                   | L1                         | 37         | 23         | CF+CdL          | 5+2             | 5+1             | CU                 | 4                  | 1                  | -           | -           | -           | 48     | 30     |
| Totale Bordeaux            | Totale Bordeaux            | Totale Bordeaux            | 98         | 65         |                 | 8+7             | 12+5            |                    | 17                 | 9                  |             | -           | -           | 130    | 91     |
| 2003-2004                  | Paris Saint-Germain        | L1                         | 37         | 18         | CF+CdL          | 5+0             | 5+0             | -                  | -                  | -                  | -           | -           | -           | 42     | 23     |
| 2004-2005                  | Paris Saint-Germain        | L1                         | 35         | 14         | CF+CdL          | 2+0             | 4+0             | UCL                | 6                  | 1                  | TdC         | 1           | 0           | 44     | 19     |
| 2005-2006                  | Paris Saint-Germain        | L1                         | 36         | 21         | CF+CdL          | 6+2             | 5+2             | -                  | -                  | -                  | -           | -           | -           | 44     | 28     |
| 2006-2007                  | Paris Saint-Germain        | L1                         | 33         | 15         | CF+CdL          | 3+2             | 1+2             | CU                 | 9                  | 6                  | -           | -           | -           | 47     | 24     |
| 2007-2008                  | Paris Saint-Germain        | L1                         | 27         | 8          | CF+CdL          | 2+5             | 1+6             | -                  | -                  | -                  | -           | -           | -           | 34     | 15     |
| Totale Paris Saint-Germain | Totale Paris Saint-Germain | Totale Paris Saint-Germain | 168        | 76         |                 | 18+9            | 16+10           |                    | 15                 | 7                  |             | 1           | 0           | 211    | 109    |
| 2010-2011                  | GD São Roque               | CD                         | 1          | 2          |                 | -               | -               | -                  | -                  | -                  | -           | -           | -           | 1      | 2      |
| Totale carriera            | Totale carriera            | Totale carriera            | 497+       | 235+       |                 | 72+             | 60+             |                    | 39                 | 19                 |             | 1           | 0           | 609+   | 314+   |

### Cronologia presenze e reti in nazionale
| Cronologia completa delle presenze e delle reti in nazionale ― Portogallo | Cronologia completa delle presenze e delle reti in nazionale ― Portogallo | Cronologia completa delle presenze e delle reti in nazionale ― Portogallo | Cronologia completa delle presenze e delle reti in nazionale ― Portogallo | Cronologia completa delle presenze e delle reti in nazionale ― Portogallo | Cronologia completa delle presenze e delle reti in nazionale ― Portogallo | Cronologia completa delle presenze e delle reti in nazionale ― Portogallo | Cronologia completa delle presenze e delle reti in nazionale ― Portogallo |
| Data                                                                      | Città                                                                     | In casa                                                                   | Risultato                                                                 | Ospiti                                                                    | Competizione                                                              | Reti                                                                      | Note                                                                      |
| ------------------------------------------------------------------------- | ------------------------------------------------------------------------- | ------------------------------------------------------------------------- | ------------------------------------------------------------------------- | ------------------------------------------------------------------------- | ------------------------------------------------------------------------- | ------------------------------------------------------------------------- | ------------------------------------------------------------------------- |
| 20-8-1997                                                                 | Setúbal                                                                   | Portogallo                                                                | 3 – 1                                                                     | Armenia                                                                   | Qual. Mondiali 1998                                                       | -                                                                         |                                                                           |
| 6-9-1997                                                                  | Berlino                                                                   | Germania                                                                  | 1 – 1                                                                     | Portogallo                                                                | Qual. Mondiali 1998                                                       | -                                                                         |                                                                           |
| 11-10-1997                                                                | Lisbona                                                                   | Portogallo                                                                | 1 – 0                                                                     | Irlanda del Nord                                                          | Qual. Mondiali 1998                                                       | -                                                                         |                                                                           |
| 16-11-1998                                                                | Setúbal                                                                   | Portogallo                                                                | 2 – 0                                                                     | Israele                                                                   | Amichevole                                                                | -                                                                         |                                                                           |
| 10-2-1999                                                                 | Parigi                                                                    | Paesi Bassi                                                               | 0 – 0                                                                     | Portogallo                                                                | Amichevole                                                                | -                                                                         |                                                                           |
| 26-3-1999                                                                 | Guimarães                                                                 | Portogallo                                                                | 7 – 0                                                                     | Azerbaigian                                                               | Qual. Euro 2000                                                           | 2                                                                         |                                                                           |
| 31-3-1999                                                                 | Vaduz                                                                     | Liechtenstein                                                             | 0 – 5                                                                     | Portogallo                                                                | Qual. Euro 2000                                                           | -                                                                         |                                                                           |
| 18-8-1999                                                                 | Lisbona                                                                   | Portogallo                                                                | 4 – 0                                                                     | Andorra                                                                   | Amichevole                                                                | 1                                                                         |                                                                           |
| 4-9-1999                                                                  | Baku                                                                      | Azerbaigian                                                               | 1 – 1                                                                     | Portogallo                                                                | Qual. Euro 2000                                                           | -                                                                         |                                                                           |
| 8-9-1999                                                                  | Bucarest                                                                  | Romania                                                                   | 1 – 1                                                                     | Portogallo                                                                | Qual. Euro 2000                                                           | -                                                                         |                                                                           |
| 9-10-1999                                                                 | Lisbona                                                                   | Portogallo                                                                | 3 – 0                                                                     | Ungheria                                                                  | Qual. Euro 2000                                                           | -                                                                         |                                                                           |
| 20-3-2000                                                                 | Leiria                                                                    | Portogallo                                                                | 2 – 1                                                                     | Danimarca                                                                 | Amichevole                                                                | -                                                                         |                                                                           |
| 26-4-2000                                                                 | Reggio Calabria                                                           | Italia                                                                    | 2 – 0                                                                     | Portogallo                                                                | Amichevole                                                                | -                                                                         |                                                                           |
| 2-6-2000                                                                  | Chaves                                                                    | Portogallo                                                                | 3 – 0                                                                     | Galles                                                                    | Amichevole                                                                | -                                                                         |                                                                           |
| 20-6-2000                                                                 | Rotterdam                                                                 | Portogallo                                                                | 3 – 0                                                                     | Germania                                                                  | Euro 2000 - 1º turno                                                      | -                                                                         |                                                                           |
| 16-8-2000                                                                 | Vilnius                                                                   | Lituania                                                                  | 1 – 5                                                                     | Portogallo                                                                | Amichevole                                                                | 1                                                                         |                                                                           |
| 3-9-2000                                                                  | Tallinn                                                                   | Estonia                                                                   | 1 – 3                                                                     | Portogallo                                                                | Qual. Mondiali 2002                                                       | -                                                                         |                                                                           |
| 7-10-2000                                                                 | Lisbona                                                                   | Portogallo                                                                | 1 – 1                                                                     | Irlanda                                                                   | Qual. Mondiali 2002                                                       | -                                                                         |                                                                           |
| 11-10-2000                                                                | Rotterdam                                                                 | Paesi Bassi                                                               | 0 – 2                                                                     | Portogallo                                                                | Qual. Mondiali 2002                                                       | 1                                                                         |                                                                           |
| 15-11-2000                                                                | Braga                                                                     | Portogallo                                                                | 2 – 1                                                                     | Israele                                                                   | Amichevole                                                                | -                                                                         |                                                                           |
| 28-2-2001                                                                 | Funchal                                                                   | Portogallo                                                                | 3 – 0                                                                     | Andorra                                                                   | Qual. Mondiali 2002                                                       | 1                                                                         |                                                                           |
| 28-3-2001                                                                 | Porto                                                                     | Portogallo                                                                | 2 – 2                                                                     | Paesi Bassi                                                               | Qual. Mondiali 2002                                                       | 1                                                                         |                                                                           |
| 25-4-2001                                                                 | Saint-Denis                                                               | Francia                                                                   | 4 – 0                                                                     | Portogallo                                                                | Amichevole                                                                | -                                                                         |                                                                           |
| 2-6-2001                                                                  | Dublino                                                                   | Irlanda                                                                   | 1 – 1                                                                     | Portogallo                                                                | Qual. Mondiali 2002                                                       | -                                                                         |                                                                           |
| 6-6-2001                                                                  | Lisbona                                                                   | Portogallo                                                                | 6 – 0                                                                     | Cipro                                                                     | Qual. Mondiali 2002                                                       | 2                                                                         |                                                                           |
| 15-8-2001                                                                 | Faro                                                                      | Portogallo                                                                | 3 – 0                                                                     | Moldavia                                                                  | Amichevole                                                                | -                                                                         |                                                                           |
| 1-9-2001                                                                  | Lleida                                                                    | Andorra                                                                   | 1 – 7                                                                     | Portogallo                                                                | Qual. Mondiali 2002                                                       | 1                                                                         |                                                                           |
| 5-9-2001                                                                  | Larnaca                                                                   | Cipro                                                                     | 1 – 3                                                                     | Portogallo                                                                | Qual. Mondiali 2002                                                       | 1                                                                         |                                                                           |
| 6-10-2001                                                                 | Lisbona                                                                   | Portogallo                                                                | 5 – 0                                                                     | Estonia                                                                   | Qual. Mondiali 2002                                                       | 1                                                                         |                                                                           |
| 14-11-2001                                                                | Lisbona                                                                   | Portogallo                                                                | 5 – 1                                                                     | Angola                                                                    | Amichevole                                                                | -                                                                         |                                                                           |
| 13-2-2002                                                                 | Barcellona                                                                | Spagna                                                                    | 1 – 1                                                                     | Portogallo                                                                | Amichevole                                                                | -                                                                         |                                                                           |
| 27-3-2002                                                                 | Porto                                                                     | Portogallo                                                                | 1 – 4                                                                     | Finlandia                                                                 | Amichevole                                                                | -                                                                         |                                                                           |
| 17-4-2002                                                                 | Lisbona                                                                   | Portogallo                                                                | 1 – 1                                                                     | Brasile                                                                   | Amichevole                                                                | -                                                                         |                                                                           |
| 25-5-2002                                                                 | Macao                                                                     | Cina                                                                      | 0 – 2                                                                     | Portogallo                                                                | Amichevole                                                                | 1                                                                         |                                                                           |
| 5-6-2002                                                                  | Suwon                                                                     | Stati Uniti                                                               | 3 – 2                                                                     | Portogallo                                                                | Mondiali 2002 - 1º turno                                                  | -                                                                         |                                                                           |
| 10-6-2002                                                                 | Jeonju                                                                    | Portogallo                                                                | 4 – 0                                                                     | Polonia                                                                   | Mondiali 2002 - 1º turno                                                  | 3                                                                         |                                                                           |
| 14-6-2002                                                                 | Incheon                                                                   | Corea del Sud                                                             | 1 – 0                                                                     | Portogallo                                                                | Mondiali 2002 - 1º turno                                                  | -                                                                         |                                                                           |
| 7-9-2002                                                                  | Birmingham                                                                | Inghilterra                                                               | 1 – 1                                                                     | Portogallo                                                                | Amichevole                                                                | -                                                                         |                                                                           |
| 12-10-2002                                                                | Lisbona                                                                   | Portogallo                                                                | 1 – 1                                                                     | Tunisia                                                                   | Amichevole                                                                | 1                                                                         |                                                                           |
| 16-10-2002                                                                | Göteborg                                                                  | Svezia                                                                    | 2 – 3                                                                     | Portogallo                                                                | Amichevole                                                                | -                                                                         |                                                                           |
| 20-11-2002                                                                | Braga                                                                     | Portogallo                                                                | 2 – 0                                                                     | Scozia                                                                    | Amichevole                                                                | 2                                                                         |                                                                           |
| 12-2-2003                                                                 | Genova                                                                    | Italia                                                                    | 1 – 0                                                                     | Portogallo                                                                | Amichevole                                                                | -                                                                         |                                                                           |
| 29-3-2003                                                                 | Porto                                                                     | Portogallo                                                                | 2 – 1                                                                     | Brasile                                                                   | Amichevole                                                                | 1                                                                         |                                                                           |
| 2-4-2003                                                                  | Losanna                                                                   | Macedonia                                                                 | 0 – 1                                                                     | Portogallo                                                                | Amichevole                                                                | -                                                                         |                                                                           |
| 30-4-2003                                                                 | Eindhoven                                                                 | Paesi Bassi                                                               | 1 – 1                                                                     | Portogallo                                                                | Amichevole                                                                | -                                                                         |                                                                           |
| 6-6-2003                                                                  | Braga                                                                     | Portogallo                                                                | 0 – 0                                                                     | Paraguay                                                                  | Amichevole                                                                | -                                                                         |                                                                           |
| 10-6-2003                                                                 | Lisbona                                                                   | Portogallo                                                                | 4 – 0                                                                     | Bolivia                                                                   | Amichevole                                                                | -                                                                         |                                                                           |
| 20-8-2003                                                                 | Chaves                                                                    | Portogallo                                                                | 1 – 0                                                                     | Kazakistan                                                                | Amichevole                                                                | -                                                                         |                                                                           |
| 6-9-2003                                                                  | Guimarães                                                                 | Portogallo                                                                | 0 – 3                                                                     | Spagna                                                                    | Amichevole                                                                | -                                                                         |                                                                           |
| 10-9-2003                                                                 | Oslo                                                                      | Norvegia                                                                  | 0 – 1                                                                     | Portogallo                                                                | Amichevole                                                                | 1                                                                         |                                                                           |
| 11-10-2003                                                                | Lisbona                                                                   | Portogallo                                                                | 5 – 3                                                                     | Albania                                                                   | Amichevole                                                                | 1                                                                         |                                                                           |
| 15-11-2003                                                                | Aveiro                                                                    | Portogallo                                                                | 1 – 1                                                                     | Grecia                                                                    | Amichevole                                                                | 1                                                                         |                                                                           |
| 19-11-2003                                                                | Leiria                                                                    | Portogallo                                                                | 8 – 0                                                                     | Kuwait                                                                    | Amichevole                                                                | 4                                                                         |                                                                           |
| 18-2-2004                                                                 | Faro                                                                      | Portogallo                                                                | 1 – 1                                                                     | Inghilterra                                                               | Amichevole                                                                | 1                                                                         |                                                                           |
| 31-3-2004                                                                 | Braga                                                                     | Portogallo                                                                | 1 – 2                                                                     | Italia                                                                    | Amichevole                                                                | -                                                                         |                                                                           |
| 28-4-2004                                                                 | Coimbra                                                                   | Portogallo                                                                | 2 – 2                                                                     | Svezia                                                                    | Amichevole                                                                | 1                                                                         |                                                                           |
| 5-6-2004                                                                  | Setúbal                                                                   | Portogallo                                                                | 4 – 1                                                                     | Lituania                                                                  | Amichevole                                                                | 1                                                                         |                                                                           |
| 12-6-2004                                                                 | Porto                                                                     | Portogallo                                                                | 1 – 2                                                                     | Grecia                                                                    | Euro 2004 - 1º turno                                                      | -                                                                         |                                                                           |
| 16-6-2004                                                                 | Lisbona                                                                   | Russia                                                                    | 0 – 2                                                                     | Portogallo                                                                | Euro 2004 - 1º turno                                                      | -                                                                         |                                                                           |
| 20-6-2004                                                                 | Lisbona                                                                   | Spagna                                                                    | 0 – 1                                                                     | Portogallo                                                                | Euro 2004 - 1º turno                                                      | -                                                                         |                                                                           |
| 30-6-2004                                                                 | Lisbona                                                                   | Portogallo                                                                | 2 – 1                                                                     | Paesi Bassi                                                               | Euro 2004 - Semifinale                                                    | -                                                                         |                                                                           |
| 4-7-2004                                                                  | Lisbona                                                                   | Portogallo                                                                | 0 – 1                                                                     | Grecia                                                                    | Euro 2004 - Finale                                                        | -                                                                         |                                                                           |
| 4-9-2004                                                                  | Riga                                                                      | Lettonia                                                                  | 0 – 2                                                                     | Portogallo                                                                | Qual. Mondiali 2006                                                       | 1                                                                         | cap.                                                                      |
| 8-9-2004                                                                  | Leiria                                                                    | Portogallo                                                                | 0 – 4                                                                     | Estonia                                                                   | Qual. Mondiali 2006                                                       | 1                                                                         |                                                                           |
| 9-10-2004                                                                 | Vaduz                                                                     | Liechtenstein                                                             | 2 – 2                                                                     | Portogallo                                                                | Qual. Mondiali 2006                                                       | 1                                                                         | cap.                                                                      |
| 13-10-2004                                                                | Lisbona                                                                   | Portogallo                                                                | 7 – 1                                                                     | Russia                                                                    | Qual. Mondiali 2006                                                       | 1                                                                         | cap.                                                                      |
| 17-11-2004                                                                | Lussemburgo                                                               | Lussemburgo                                                               | 0 – 5                                                                     | Portogallo                                                                | Qual. Mondiali 2006                                                       | 2                                                                         | cap.                                                                      |
| 9-2-2005                                                                  | Dublino                                                                   | Irlanda                                                                   | 1 – 0                                                                     | Portogallo                                                                | Amichevole                                                                | -                                                                         | cap.                                                                      |
| 26-3-2005                                                                 | Barcellona                                                                | Portogallo                                                                | 4 – 1                                                                     | Canada                                                                    | Amichevole                                                                | 1                                                                         | cap.                                                                      |
| 30-3-2005                                                                 | Bratislava                                                                | Slovenia                                                                  | 1 – 1                                                                     | Portogallo                                                                | Qual. Mondiali 2006                                                       | -                                                                         |                                                                           |
| 4-6-2005                                                                  | Lisbona                                                                   | Portogallo                                                                | 2 – 0                                                                     | Slovenia                                                                  | Qual. Mondiali 2006                                                       | -                                                                         |                                                                           |
| 8-6-2005                                                                  | Tallinn                                                                   | Estonia                                                                   | 0 – 1                                                                     | Portogallo                                                                | Qual. Mondiali 2006                                                       | -                                                                         |                                                                           |
| 17-8-2005                                                                 | Ponta Delgada                                                             | Portogallo                                                                | 2 – 0                                                                     | Egitto                                                                    | Amichevole                                                                | -                                                                         | cap.                                                                      |
| 3-9-2005                                                                  | Faro                                                                      | Portogallo                                                                | 6 – 0                                                                     | Lussemburgo                                                               | Qual. Mondiali 2006                                                       | 2                                                                         |                                                                           |
| 7-9-2005                                                                  | Mosca                                                                     | Russia                                                                    | 0 – 0                                                                     | Portogallo                                                                | Qual. Mondiali 2006                                                       | -                                                                         |                                                                           |
| 8-10-2005                                                                 | Aveiro                                                                    | Portogallo                                                                | 2 – 1                                                                     | Liechtenstein                                                             | Qual. Mondiali 2006                                                       | 1                                                                         |                                                                           |
| 12-10-2005                                                                | Porto                                                                     | Portogallo                                                                | 3 – 0                                                                     | Lettonia                                                                  | Qual. Mondiali 2006                                                       | 2                                                                         |                                                                           |
| 12-11-2005                                                                | Coimbra                                                                   | Portogallo                                                                | 2 – 0                                                                     | Croazia                                                                   | Amichevole                                                                | 1                                                                         | cap.                                                                      |
| 15-11-2005                                                                | Belfast                                                                   | Irlanda del Nord                                                          | 1 – 1                                                                     | Portogallo                                                                | Amichevole                                                                | -                                                                         |                                                                           |
| 1-3-2006                                                                  | Düsseldorf                                                                | Portogallo                                                                | 3 – 0                                                                     | Arabia Saudita                                                            | Amichevole                                                                | -                                                                         |                                                                           |
| 27-5-2006                                                                 | Évora                                                                     | Portogallo                                                                | 4 – 1                                                                     | Capo Verde                                                                | Amichevole                                                                | 3                                                                         |                                                                           |
| 3-6-2006                                                                  | Metz                                                                      | Lussemburgo                                                               | 0 – 3                                                                     | Portogallo                                                                | Amichevole                                                                | -                                                                         |                                                                           |
| 11-6-2006                                                                 | Colonia                                                                   | Angola                                                                    | 0 – 1                                                                     | Portogallo                                                                | Mondiali 2006 - 1º turno                                                  | 1                                                                         |                                                                           |
| 17-6-2006                                                                 | Francoforte sul Meno                                                      | Portogallo                                                                | 2 – 0                                                                     | Iran                                                                      | Mondiali 2006 - 1º turno                                                  | -                                                                         |                                                                           |
| 21-6-2006                                                                 | Gelsenkirchen                                                             | Portogallo                                                                | 2 – 1                                                                     | Messico                                                                   | Mondiali 2006 - 1º turno                                                  | -                                                                         |                                                                           |
| 25-6-2006                                                                 | Norimberga                                                                | Portogallo                                                                | 1 – 0                                                                     | Paesi Bassi                                                               | Mondiali 2006 - Ottavi di finale                                          | -                                                                         |                                                                           |
| 1-7-2006                                                                  | Gelsenkirchen                                                             | Inghilterra                                                               | 1 – 1 dts (1 – 3 dtr)                                                     | Portogallo                                                                | Mondiali 2006 - Quarti di finale                                          | -                                                                         |                                                                           |
| 5-7-2006                                                                  | Monaco di Baviera                                                         | Portogallo                                                                | 0 – 1                                                                     | Francia                                                                   | Mondiali 2006 - Semifinale                                                | -                                                                         |                                                                           |
| 8-7-2006                                                                  | Stoccarda                                                                 | Germania                                                                  | 3 – 1                                                                     | Portogallo                                                                | Mondiali 2006 - Finale 3º posto                                           | -                                                                         | cap.                                                                      |
| Totale                                                                    |                                                                           | Presenze                                                                  | 88                                                                        |                                                                           | Reti (2º posto)                                                           | 47                                                                        |                                                                           |

## Palmarès

### Club

#### Competizioni nazionali
- Campionato spagnolo: 1

Deportivo La Coruña: 1999-2000
- Coppa di Lega francese: 2

Bordeaux: 2001-2002
Paris Saint Germain: 2007-2008
- Coppa di Francia: 2

Paris Saint Germain: 2003-2004, 2005-2006

### Individuale
- Capocannoniere Ligue 1 : 3

2001-2002 (22 gol ex aequo con Djibril Cissé), 2005-2006 (21 gol), 2006-2007 (15 gol)
- Trofeo Pichichi (Segunda División): 1

1996-1997 (19 gol ex aequo con Yordi)
- Capocannoniere della Coupe de la Ligue: 1

2007-2008 (6 reti)
- Trophées UNFP du football: 4

Miglior giocatore della Ligue 1: 2002, 2003
Squadra ideale della Ligue 1: 2003, 2006